# Herbert Ponting
Herbert George Ponting (21. marts 1870 i Salisbury i England – 1935 i London) var en engelsk fotograf. Han er bedst kendt for sin opgave som fotograf på Robert Falcon Scotts Terra Nova-ekspedition til Rosshavet og Sydpolen fra 1910 til 1913.
Som medlem af ekspeditionen var Ponting med til at opbygge ekspeditionens base på Cape Evans i 1911, og denne blev udstyret med et lille mørkekammer. Selv om ekspeditionen foregik 20 år efter at fotografisk film var opfundet, foretrak Ponting at bruge gammeldags glasplader når han tog billeder. Med på ekspeditionen var også et filmkamera.
Før Ponting tog med til Antarktis havde han blandt andet været minearbejder i USA og fotograf under den russisk-japanske krig. Etter krigens afslutning rejste han rundt i Asien som fotograf og solgte billederne til engelske magasiner.

## Eksterne links
- Wikimedia Commons har flere filer relateret til Herbert Ponting
- Billeder taget af Ponting hos Scott Polar Research Institute Arkiveret 20. september 2008 hos  Wayback Machine